# Svet Predsedstva Republike Slovenije za obrambo
Svet Predsedstva Republike Slovenije za obrambo je bil posvetovalni organ Predsedstva Republike Slovenije, ki je bil aktiven med in neposredno po slovenski osamosvojitveni vojni.
Svet se je prvič sestal 26. junija 1991 ob 12. uri, kjer so obravnavali varnostnopolitične razmere v Sloveniji.

## Sestava
- predsednik: Milan Kučan
- člani: France Bučar, Lojze Peterle, Igor Bavčar, Dimitrij Rupel, Miran Bogataj, Janez Slapar, Janez Janša